# Cindy Cohn
Cindy Cohn, née le 30 novembre 1963 à Détroit, est une avocate américaine spécialiste d'Internet et des droits civiques,. 

## Biographie
Cindy Cohn étudie le droit à l'Université du Michigan, elle obtient son diplôme de premier cycle à l'Université de l'Iowa et à la London School of Economics. Elle représente Daniel J. Bernstein et l'Electronic Frontier Foundation lors du procès opposant Bernstein à l'État américain. En 1997, elle est reconnue par le magazine California Lawyer comme l'une des avocate de l'année pour le travail qu'elle a effectué pendant quatre ans sur ce procès.  
En 2006, selon le National law journal, Cindy Cohn figure parmi les cent avocats et avocates les plus influents en Amérique Après avoir travaillé pendant quinze ans comme directrice juridique de l'Electronic Frontier Foundation, elle devient sa directrice exécutive en 2015.  
En plus du cas Bernstein, Cindy Cohn est intervenue sur les affaires suivantes : 
Hepting contre AT&T, action de classe contre AT&T pour sa collaboration avec l'Agence nationale de sécurité sur le programme d'écoute des communications aux États-Unis. 
Recours collectif contre Sony BMG concernant la gestion des droits numériques (DRM) et l'installation de logiciels introduisant des vulnérabilités sur les ordinateurs des utilisateurs.
Online Policy Group contre Diebold, Inc.: Diebold, fabricant de machine à voter électronique, est tenu pour responsable de l'utilisation abusive de la loi sur le droit d'auteur dans le but d'empécher le débat public sur les failles de ses machines à voter.
DVD-CCA contre Bunner: représentant Andrew Bunner contre l' Association DVD Copy Control. Cindy Cohn et l'EFF établissent que les allégations de secret commercial ne peuvent être utilisées pour censurer la publication d'informations déjà disponibles dans le monde entiert.
Cindy Cohn siège au conseil d'administration des organismes sans but lucratif "Human Rights Advocates" and "Verified Voting Foundation".